# Callionymus
Callionymus är ett släkte av fiskar som beskrevs av Carl von Linné, 1758. Callionymus ingår i familjen sjökocksfiskar.

## Dottertaxa tillCallionymus, i alfabetisk ordning[1][2]
- Callionymus aagilis
- Callionymus acutirostris
- Callionymus afilum
- Callionymus africanus
- Callionymus altipinnis
- Callionymus amboina
- Callionymus annulatus
- Callionymus australis
- Callionymus bairdi
- Callionymus belcheri
- Callionymus beniteguri
- Callionymus bentuviai
- Callionymus bifilum
- Callionymus bleekeri
- Callionymus caeruleonotatus
- Callionymus carebares
- Callionymus colini
- Callionymus comptus
- Callionymus cooperi
- Callionymus curvicornis
- Callionymus curvispinis
- Callionymus decoratus
- Callionymus delicatulus
- Callionymus doryssus
- Callionymus draconis
- Callionymus enneactis
- Callionymus erythraeus
- Callionymus fasciatus
- Callionymus filamentosus
- Callionymus flavus
- Callionymus fluviatilis
- Callionymus formosanus
- Callionymus futuna
- Callionymus gardineri
- Callionymus goodladi
- Callionymus grossi
- Callionymus guentheri
- Callionymus hainanensis
- Callionymus hildae
- Callionymus hindsii
- Callionymus huguenini
- Callionymus ikedai
- Callionymus io
- Callionymus kailolae
- Callionymus kanakorum
- Callionymus keeleyi
- Callionymus koreanus
- Callionymus kotthausi
- Callionymus leucobranchialis
- Callionymus leucopoecilus
- Callionymus limiceps
- Callionymus luridus
- Callionymus lyra
- Callionymus macclesfieldensis
- Callionymus maculatus
- Callionymus margaretae
- Callionymus marleyi
- Callionymus marquesensis
- Callionymus martinae
- Callionymus mascarenus
- Callionymus megastomus
- Callionymus melanotopterus
- Callionymus meridionalis
- Callionymus moretonensis
- Callionymus mortenseni
- Callionymus muscatensis
- Callionymus neptunius
- Callionymus obscurus
- Callionymus ochiaii
- Callionymus octostigmatus
- Callionymus ogilbyi
- Callionymus oxycephalus
- Callionymus persicus
- Callionymus planus
- Callionymus platycephalus
- Callionymus pleurostictus
- Callionymus pusillus
- Callionymus regani
- Callionymus reticulatus
- Callionymus richardsonii
- Callionymus risso
- Callionymus rivatoni
- Callionymus russelli
- Callionymus sagitta
- Callionymus scabriceps
- Callionymus schaapii
- Callionymus semeiophor
- Callionymus sereti
- Callionymus simplicicornis
- Callionymus sphinx
- Callionymus spiniceps
- Callionymus stigmatopareius
- Callionymus sublaevis
- Callionymus superbus
- Callionymus tenuis
- Callionymus tethys
- Callionymus umbrithorax
- Callionymus valenciennei
- Callionymus variegatus
- Callionymus whiteheadi
- Callionymus zythros